# Высокая Грива (Чечерский район)
Высокая Грива (бел. Высокая Грыва) — посёлок в Полесском сельсовете Чечерском районе Гомельской области Беларуси.
На западе Чечерский биологический заказник.

## География

### Расположение
В 25 км на восток от Чечерска, 63 км от железнодорожной станции Буда-Кошелёвская (на линии Гомель — Жлобин), 90 км от Гомеля.

### Гидрография
На юге мелиоративный канал, соединённый с рекой Озерищанская (приток реки Беседь).

## Транспортная сеть
Транспортные связи по просёлочной, затем автомобильной дороге Светиловичи — Залесье. Планировка состоит из 2 параллельных между собой коротких улиц почти широтной ориентации, застроенных двусторонне, деревянными домами усадебного типа.

## История
Основан в начале XX века переселенцами из соседних деревень. Наиболее активная застройка здесь, на бывших помещичьих землях, приходится на 1920-е годы. В 1926 году работал почтовый пункт, в Будищеполесском сельсовете Светиловичского района Гомельского округа. В 1929 году организован колхоз. Во время Великой Отечественной войны в августе 1943 года оккупанты сожгли деревню и убили 8 жителей. 36 жителей погибли на фронте. Согласно переписи 1959 года в составе совхоза «Сож» (центр — деревня Сидоровичи).

## Население

### Численность
- 2004 год — 15 хозяйств, 21 житель.

### Динамика
- 1926 год — 59 дворов, 397 жителей.
- 1940 год — 82 двора, 411 жителей.
- 1959 год — 343 жителя (согласно переписи).
- 2004 год — 15 хозяйств, 21 житель.